# Phormictopus cubensis
Phormictopus cubensis là một loài nhện trong họ Theraphosidae.
Loài này thuộc chi Phormictopus. Phormictopus cubensis được Ralph Vary Chamberlin miêu tả năm 1917.